# Erdovec
Erdovec falu Horvátországban Kapronca-Kőrös megyében. Közigazgatásilag Kőröshöz tartozik.

## Fekvése
Köröstől 5 km-re nyugatra fekszik.

## Története
1857-ben 290, 1910-ben 331 lakosa volt. Trianonig Belovár-Kőrös vármegye Körösi járásához tartozott. 2001-ben 218 lakosa volt.

## Nevezetességei
Alexandriai Szent Katalin tiszteletére szentelt temploma a 20. század első felében épült a régi, 1935-ben lebontott fakápolnával átellenben neobarokk-neogótikus stílusban. Négyszögletes hajóját diadalív választja el a szűkebb, sokszög záródású szentélytől, mely mellett kis sekrestye található. Két fennmaradt barokk oltára közül a Szent Vid oltár a 17. században, a Szent Mária Magdolna oltár 1735-ben készült.